# Ganganahalli, Krishnarajpet
Ganganahalli là một làng thuộc tehsil Krishnarajpet, huyện Mandya, bang Karnataka, Ấn Độ.